# مطاوع أبو الخير
مطاوع أبو الخير (من مواليد 20 أكتوبر 1976) هو لاعب رياضي مصري بارالمبي شارك بشكل أساسي في أحداث رياضة الرمي بالفئة F57 .

## المسيرة الرياضية
شارك مطاوع لأول مرة في دورة الألعاب البارالمبية الصيفية عام 2000 التي أقيمت في سيدني، أستراليا. هناك شارك في تنافس في رمي القرص F58، حيث احرز مطاوع الميدالية الفضية بمسافة 50.75 متراً. وبعد أربع سنوات ظهر في دورة الألعاب البارالمبية الصيفية 2004 في أثينا، حيث شارك في رمي القرص ودفع الجلة، لكن فشل مطاوع في الوصول إلى منصة التتويج في أي منهما. 
غاب مطاوع عن منافسات دورة الألعاب الأوليمبية المقامة في بكين، لكنه عاد لدورة الألعاب البارالمبية في لندن عام 2012، وفاز بالميدالية البرونزية في رمي القرص F57/58.
وبالإضافة إلى نجاحاته في الألعاب البارالمبية، فاز مطاوع ايضاً بميداليات على مستوى بطولة العالم، حيث فاز بميداليات في ثلاث بطولات مختلفة. كانت أنجح بطولاته العالمية في دورة ألعاب ليل 2002، حيث فاز بالميدالية الذهبية في رمي القرص F57/58.